# Tiberiu Bone
Tiberiu Bone, né le 13 avril 1929 à Oradea en Roumanie et décédé le 22 mars 1983 en Roumanie, était un footballeur international roumain, qui évoluait au poste de milieu de terrain. 
Il compte 12 sélections en équipe nationale entre 1951 et 1961.

## Biographie

### Carrière de joueur
Avec le club du Steaua Bucarest, il remporte six championnats de Roumanie, et quatre Coupes de Roumanie.
Avec cette même équipe, il joue trois matchs en Coupe d'Europe des clubs champions, inscrivant un but contre le Borussia Dortmund.
Il dispute un total de 257 matchs en première division roumaine, inscrivant 11 buts dans ce championnat. Il réalise sa meilleure performance lors de l'année 1952, où il marque 4 buts.

### Carrière internationale
Tiberiu Bone compte 12 sélections avec l'équipe de Roumanie entre 1951 et 1961. 
Il est convoqué pour la première fois par le sélectionneur national Emerich Vogl pour un match amical contre la Tchécoslovaquie le 20 mai 1951 (2-2). Il reçoit sa dernière sélection le 14 mai 1961 contre la Turquie (victoire 1-0).
Il figure dans le groupe des sélectionnés lors des Jeux olympiques de 1952, sans jouer de match lors de cette compétition.
En 1961, il porte une fois le brassard de capitaine de la sélection nationale roumaine.

## Palmarès
- Avec le Steaua Bucarest :
  - Champion de Roumanie en 1951, 1952, 1953, 1956, 1960 et 1961
  - Vainqueur de la Coupe de Roumanie en 1951, 1952, 1955 et 1962